# 天然物化学
天然物化学（てんねんぶつかがく、英語：natural products chemistry）とは、生物が産生する物質（天然物と呼ばれる）を扱う有機化学の一分野である。主に天然物の単離、構造決定、合成を扱う。通常は直接生物が産生する物質のみを扱い、石炭や石油のような鉱物的な要素を持つ有機物については天然物化学ではあまり扱わない。

## 歴史
もともと有機化学は生物のみが産生することができるとされていた物質を扱う化学の一分野であったので有機化学=天然物化学であった。しかし、19世紀前半にフリードリヒ・ヴェーラーやヘルマン・コルベによって生物体内で無くとも有機化合物を合成することが可能であることが示された。また天然には存在しない有機化合物も合成されるようになり、有機化学は炭素化合物を扱う化学の分野に拡張され、その中の一分野として生物が産生する物質を扱う分野として天然物化学が確立した。
有機化合物が合成できることが明らかになると、生物から得られる高価な染料や医薬、香料といったものを合成により供給するための研究が天然物化学の主要なテーマとして中心行われるようになった。一例としてはウィリアム・ヘンリー・パーキンがキニーネの合成を試みて、その際に合成染料のモーブを発見したことが挙げられる。この時代はまだ有機化合物の構造論が確立していなかったため、目的物質の組成式や分解物のみから合成手法を検討していた。
フリードリヒ・ケクレ、ヤコブス・ヘンリクス・ファント・ホッフやジョセフ・ル・ベルらにより19世紀後半に有機化合物の構造化学が確立してくると有機化合物の構造を決定するのも天然物化学の研究として行われるようになってくる。当時は構造決定するための手段は既知の物質と物性データを比較する以外にはなかったため、単離された天然物を分解反応等により既知の物質へと変換し、その結果から天然物の構造の一部を推定し、それらを組み合わせることで構造を推定していた。そして推定された構造を確認するために、容易に入手できる構造が既知の物質からその構造の物質を合成し、同一物質が生成することを確認するのも天然物化学の研究として行われるようになった。これを全合成と呼ぶ。
20世紀に入ると天然物化学の方法論を変える大きな技術的進歩が相次いだ。まず1903年にクロマトグラフィーの原理が発見された。この技術により複雑な混合物からも目的の天然物を単離することが容易になった。1916年にはフリッツ・プレーグルにより微量元素分析法が発表され、ミリグラム単位の化合物の組成式を決定する方法が導入された。1930年代には有機電子論が提唱され、有機化学反応が統一的に理解されるようになり有機合成の設計が容易になった。1940年代には高速液体クロマトグラフィーが開発された。またこのころから紫外可視分光法、赤外分光法や質量分析法、X線構造解析といった分析手法が天然物の構造決定に導入された。それより少し遅れて核磁気共鳴分光法も用いられるようになった。1960年代にはイライアス・コーリーにより逆合成解析が提唱され、より効率的な合成経路の設計が可能となった。1976年には二次元NMRが測定可能となり複雑な有機化合物の構造を決定する方法として繁用されるようになっていった。
現在でも天然物化学は新しい医薬品となる候補物質の探索等の目的で盛んに研究されている。

## 天然物化学の方法論
天然物化学の目的は有用な物質を発見し、それが本当に有用であるかを確認し、もし有用ならば、その供給法を確立することにある。そのため、以下のような流れに従って研究が行われることが多い。

### 天然物の単離
有用な物質を発見するために、すでに有用な作用が知られている生物体からその作用をもたらしている物質を単離する。古くは蒸留や再結晶、酸や塩基などによる分画などにより目的物質を単離していたが、現在ではそれに加えてクロマトグラフィーによる分画が多用される。分画された各フラクションについて作用の有無を調べ、目的とする天然物がどこのフラクションに含まれているかを確認する。そのフラクションがまだ混合物であるなら、さらに分画を行い、単一化合物となるまで繰り返す。

### 天然物の構造決定
目的とする作用を持つ天然物を単離したならば次に構造決定を行う。古くは元素分析と分解反応による構造決定が行われていたが、現在ではこれはほとんど機器分析によってとって代わられている。高分解能の質量分析法により分子式が決定でき、赤外分光法や核磁気共鳴分光法によりどのような官能基や部分構造を持つかが決定できる。特に二次元NMRでは炭素原子がどのように連結しているかを決定するのに有用な情報が得られる。もし単結晶が得られればX線構造解析により直接構造を決定することができる。

### 天然物の合成
各種の機器分析のデータから導かれた構造はあくまで推定である。実際に合成を行ったところ導かれた構造が間違っていた例も多く存在する。そのため構造が推定された天然物は全合成により、その構造を確認する必要がある。
また構造が確認された物質についても、作用についてより詳細な実験を行うため、ある程度の量を供給する必要がある。そのためより簡便で収率の高い合成法の研究も行われる。また実際に上市するにあたっては工業化可能な合成法を開発する必要もある。